# Recinto amurallado de Rada
El recinto amurallado de Rada, también llamado Desolado de Rada o Rada Viejo, es un despoblado medieval en ruinas situado a cinco kilómetros del Rada Nuevo. En la Edad Media existía una villa y un castillo, que fueron destruidos por los agramonteses durante la Guerra Civil de Navarra en 1455. Persisten las ruinas de la fortaleza amurallada, la base del torreón del castillo y la rehabilitada ermita románica de San Nicolás que quedó en pie. En las excavaciones, que han permitido que aflore parte del trazado urbano y de las viviendas, se han encontrado restos cerámicos anteriores a la Edad Media, que ponen de manifiesto que la presencia humana pudo ser anterior.

## Ubicación
Se ubica al sur de Navarra, a unos 55 kilómetros de Pamplona, en un camino de acceso bien señalizado de la carretera entre Caparroso y Rada Nuevo/Carcastillo, más próximo a la primera localidad (a unos 5 km del Rada "nuevo"). Dicho desvío nos lleva hasta lo alto del cerro del despoblado, a los pies de cuyas puertas se puede aparcar (no se puede acceder con vehículos no autorizados). Las visitas están condicionadas al horario de apertura, variable según la temporada del año.

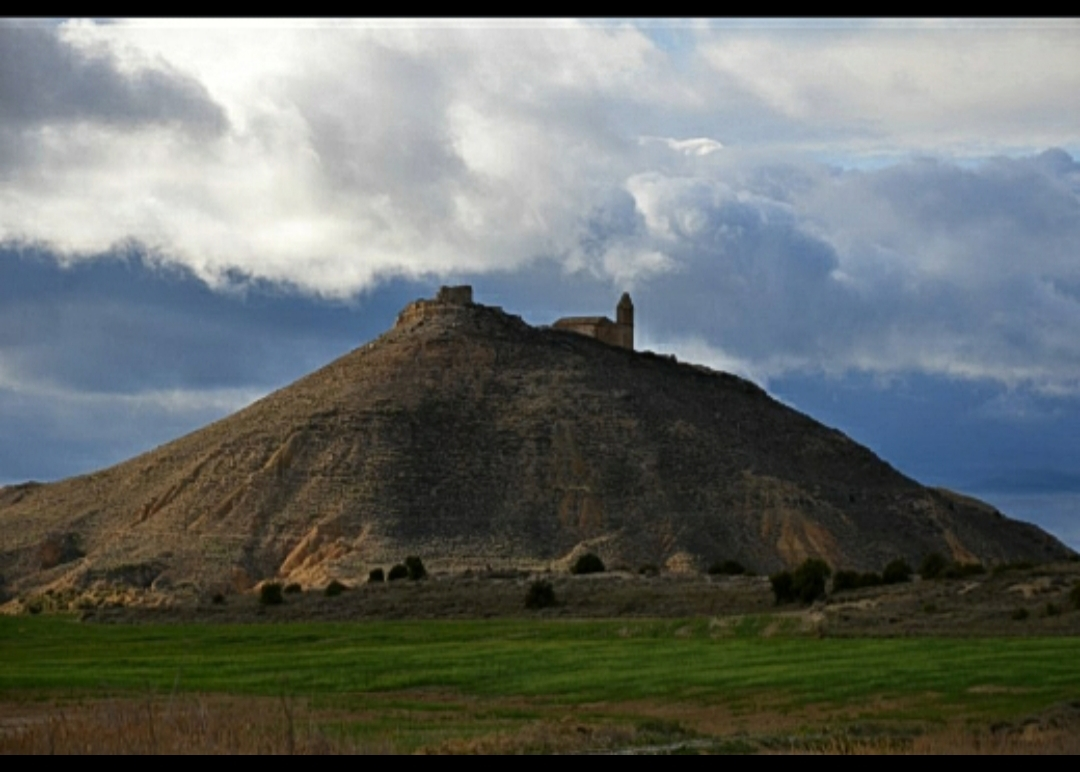

## Descripción
El recinto amurallado ocupa la elevada superficie de un cerro, cuyas medidas son de 160 metros en su longitud norte-sur y de 92 metros en la mayor anchura este-oeste. En total la superficie que ocupa es de 8.300 metros² y el perímetro amurallado mide alrededor de 400 metros. 
La ubicación de la fortaleza es un punto fundamental para entender su carácter militar. Estaba situado en el Reino de Pamplona, luego Reino de Navarra, en la frontera musulmana, primero, y más tarde con Aragón. Geográficamente está a medio camino entre Ujué, Carcastillo, Tafalla, Caparroso, Olite, Marcilla, dominando y visualizando desde su otero toda la comarca, lo que podía permitir una fácil comunicación en caso de ataque. En el torreón circular, situado el extremo sur del cerro, se aprecian las hiladas de recios sillares y parte del núcleo. 

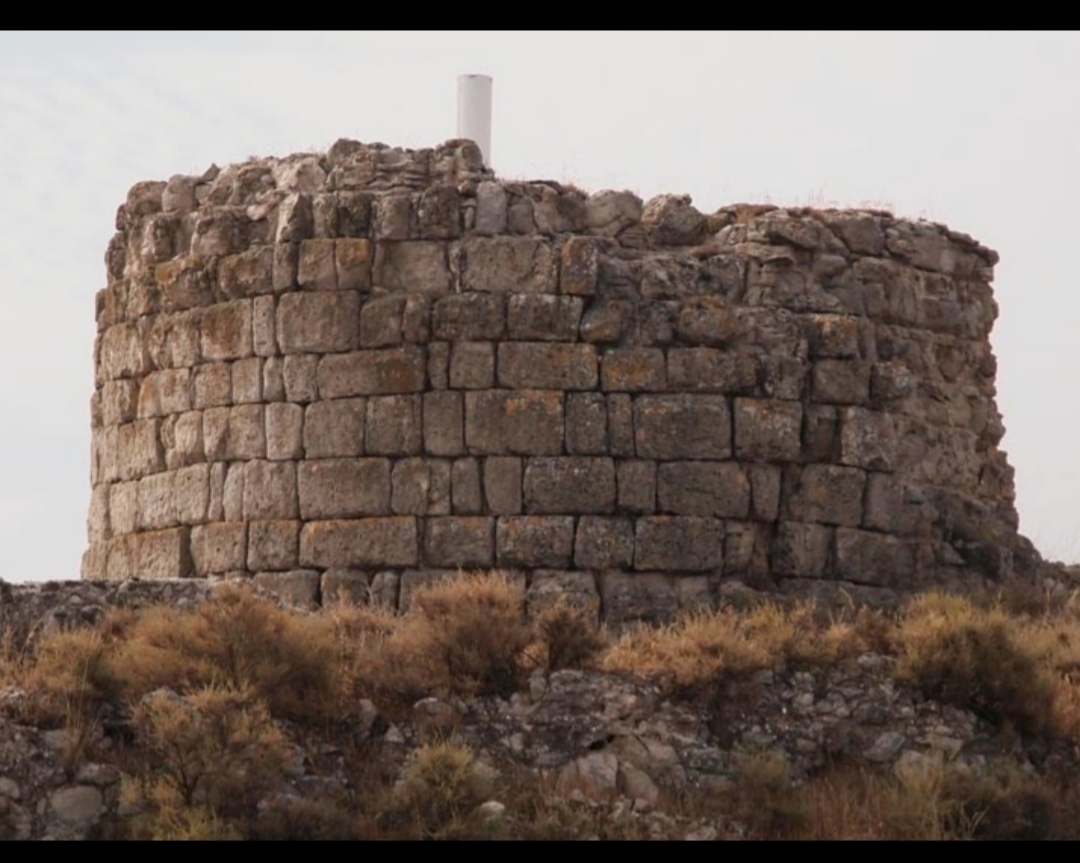

Esta factura corresponde con el inicio de la línea de fortificaciones defensivas de Sancho III el Mayor de Navarra, que llegó hasta el antiguo condado de Aragón. Su diámetro exterior es de 8,5 m, conservándose en altura 3,5 m del total original.
La gran llanura a su alrededor está regada por el río Aragón que pasa a los pies del castillo.

## Historia
El hallazgo de materiales anteriores a la Edad Media presupone un asentamiento previo no definido, documentándose como una atalaya de carácter defensivo contra los musulmanes ya desde el siglo X.
Sancho Ramírez lo donó a la abadía de Montearagón en 1093.
Tuvo su apogeo entre los siglos XII y XV, ya que en 1455 fue arrasado en la guerra civil navarra entre agramonteses y beaumonteses, a la muerte de la reina Blanca de Navarra en 1441, y ya no consiguió recuperarse. En esa disputa Rada tomó partido por los beaumonteses que apoyaban a Carlos, Príncipe de Viana, hijo de la reina Blanca de Navarra y legítimo heredero, puesto que ella era reina titular de Navarra y así lo dispuso en su testamento. Pero al triunfar en la contienda el bando agramontés, al frente del cual se encontraba el rey Juan II (esposo de la reina y padre del príncipe Carlos, que quería perpetuarse en el trono), el enclave fue arrasado como castigo por Mosén Martín Pierres de Peralta, respetándose únicamente la iglesia románica dedicada a San Nicolás. 
Este lugar fue la sede de la poderosa estirpe navarra de los Rada (cuyo blasón forma parte del escudo del pueblo nuevo), siendo uno de sus más destacados miembros Don Rodrigo Ximénez de Rada, arzobispo de Toledo y Primado de España (1170-1247). 
En 1222, Bartolomé Jiménez de Rada, hijo de Jimeno de Rada, prestó homenaje a Sancho el Fuerte. Hacia 1250, su sucesor, Gil de Rada, hizo cierta concordia con Jaime I de Aragón; no obstante, su mujer, María de Leet, prometió a Teobaldo I no hacer ninguna concesión sobre el castillo y villa, sin contar con él. En 1280 ocupaba el cargo de alcaide Martín Jiménez de Oriz, y diez años después Juan Aznárez de Pitillas, con 15 libras y 50 cahíces anuales de retenencia.
En 1297, la villa y el castillo fueron agregados a la corona que, en 1306, ordenó la reparación del muro inferior de la fortaleza, que amenazaba ruina, el palacio y algunas casas del recinto. 
El rey Luis Hutín cedió a Ojer de Mauleón el castillo y villa de Rada, con otras villas y lugares, a cambio del castillo de Mauleón y varias villas en la tierra de Sola, pero en 1328 el castillo fue tomado a mano real al no rendir homenaje al nuevo rey, Felipe de Evreux. 
Carlos II los volvió a dar en feudo a Juan de Mauleón, en 1351, junto con sus rentas y jurisdicción, previo homenaje y juramento de fidelidad. El mismo rey concedió rentas para la guarda y para gastos de fortificación, ya que el castillo estaba a punto de hundirse.
Posteriormente, Carlos III hizo donación en 1389 en favor de su ayuda de cámara, Martín de Aibar. Pero los Mauleón litigaron por sus derechos y finalmente en 1402, Ojer el joven de Agramont y Mauleón prestó homenaje al rey como poseedor del señorío. Todavía percibía la retenencia en 1449.
Durante la guerra civil navarra, la villa y el castillo fueron ocupados por los beaumonteses. En 1455, mosén Martín de Peralta, caudillo agramontés, los sitió con numerosas huestes, ocupándolos al poco tiempo en nombre del rey. Inmediatamente, los mandó arrasar, permaneciendo en pie únicamente la pequeña iglesia de San Nicolás y los restos desmoronados de torres y murallas, que todavía pueden verse en la actualidad.
En el siglo XV contaba con 38 fuegos (21 de ellos hidalgos).
El rey Juan II intentó en 1462 la repoblación de Rada y lo mismo hizo el rey Francisco Febo. Fueron señores de Rada en esta época de desolación Charles y Tristán de Mauleón, hasta que este último vendió el despoblado (1497).
En 1840, se dice que “Rada perteneció siempre a la merindad de Tudela hasta después de la unión con Castilla, como resulta del repartimiento de cuarteles y alcabalas del año 1513, sin que sepamos después cuándo se comenzó a contar en la merindad de Olite.” Como parte de la de Olite aparece en el diccionario de 1802.
En 1703, el palacio y mayorazgo de Rada pertenecían a José Morales y Rada, quien obtuvo en tal fecha merced de asiento y voto en las Cortes de Navarra, según anota el mismo Yanguas. En 1802, Rada era señorío del marqués de Cortes, duque de Granada de Ega, y se encontraba despoblado y no cultivado, pero se consideraba apto para el ganado lanar dividido en cinco dehesas o corralizas con siete parideras arrendadas. 
Con las reformas municipales de (1835-1845), había quedado incluido en el término de Traibuenas y, por tanto, en el ayuntamiento de Murillo el Cuende.
El último dueño de Rada hizo donación de este histórico lugar al Gobierno de Navarra en 1981, y desde 1984 se están realizando campañas de excavaciones.

## Ermita de San Nicolás
La ermita de San Nicolás se sitúa junto con los restos del arranque del torreón cilíndrico y la segunda puerta del recinto, y constituyen los elementos visuales de referencia del enclave. El asentamiento defensivo inicial acabó por acoger población estable, que en el siglo XV llegó a contar con más de 38 fuegos (21 de ellos hidalgos) y que edificó las viviendas cuyas ruinas han aflorado junto con un aljibe de rica factura, gracias a las diferentes campañas arqueológicas. 
La ermita actual no sigue los prototipos de templo románico del momento, ya que el pequeño templo original es de nave única rematada por un ábside cilíndrico: fue modificado y ampliado con otra nave más pequeña, rematada en cabecera recta, en la que se incluye la espadaña actual en la que hay impreso uno de los dos crismones que presenta (el segundo lo encontramos sobre la puerta lateral), y a la izquierda de la ermita debía existir un tejaroz corrido que ha desaparecido, posiblemente de madera.
Por esta nave añadida, si nos fijamos, la portada de acceso parece descentrada. Los sillares que componen el templo son de arenisca, de buena factura y con abundantes marcas de cantero. El ábside carece de vano central y en el interior se adintela con una moldura ajedrezada.
Los crismones: se trata de crismones trinitarios de seis brazos enmarcados por un círculo y con una roseta central y poseen los símbolos alfa y omega tradicionales, del principio y final cristianos.

## Galería de imágenes

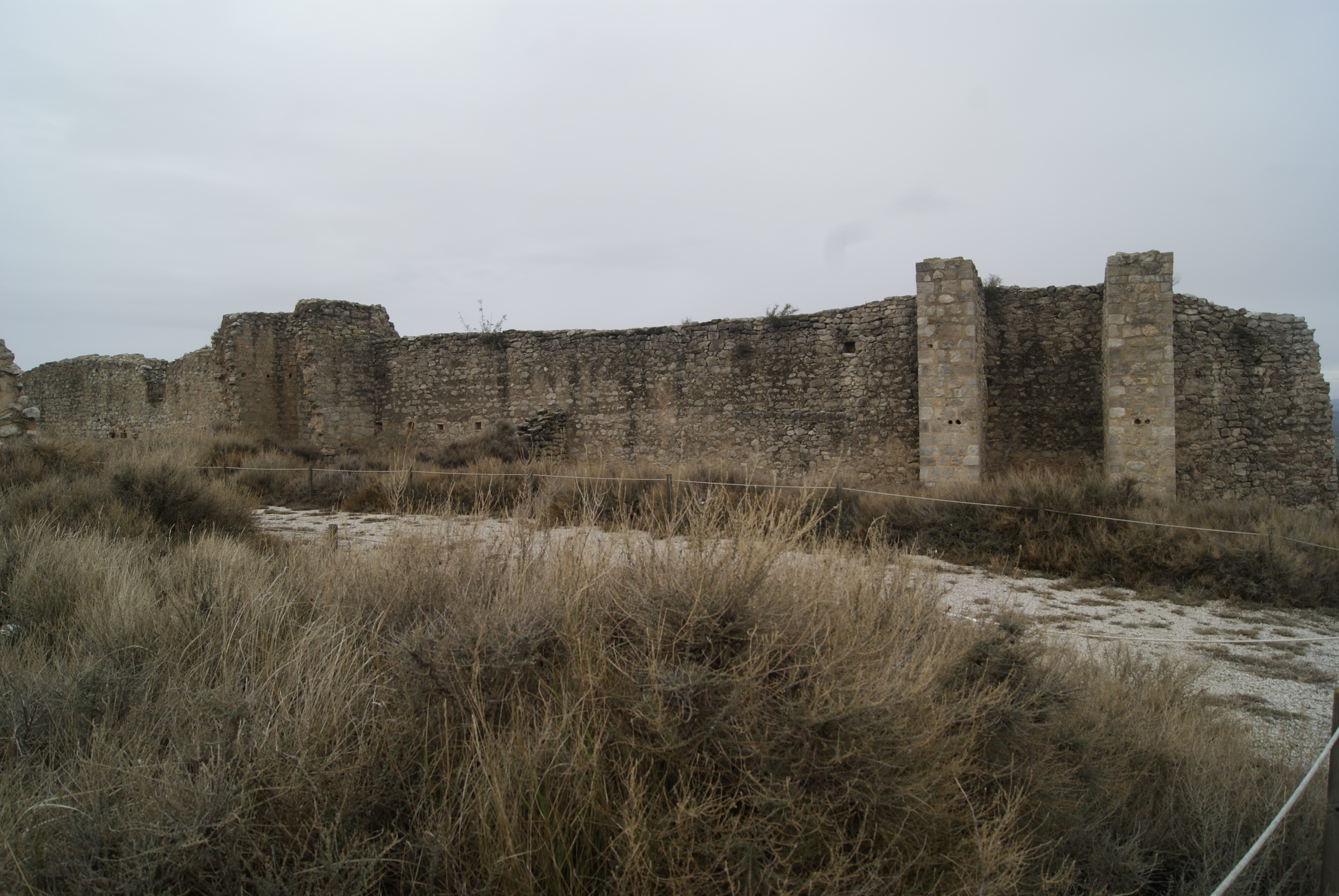
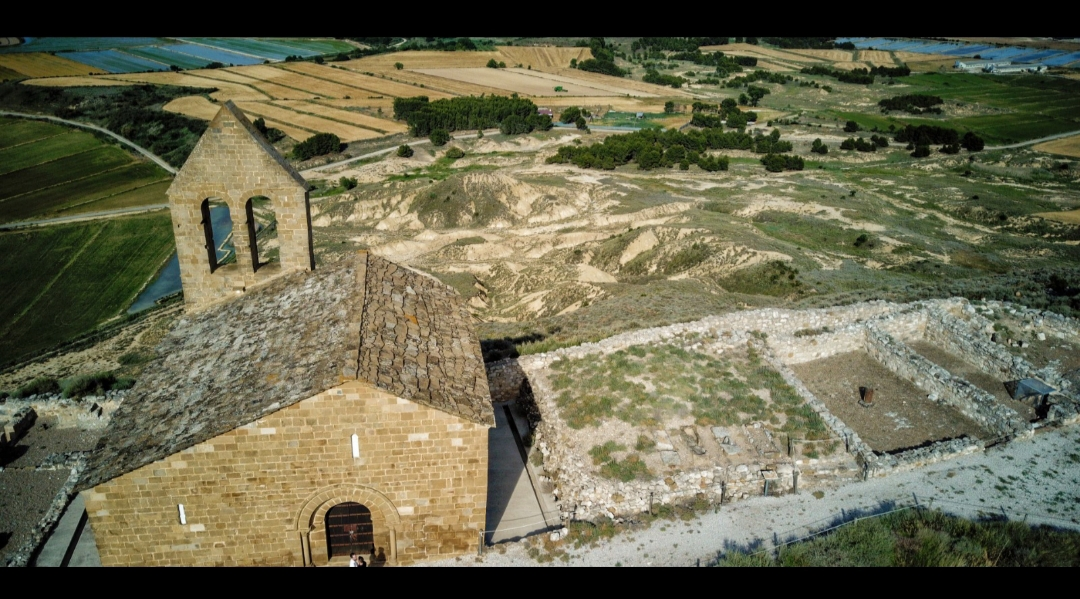
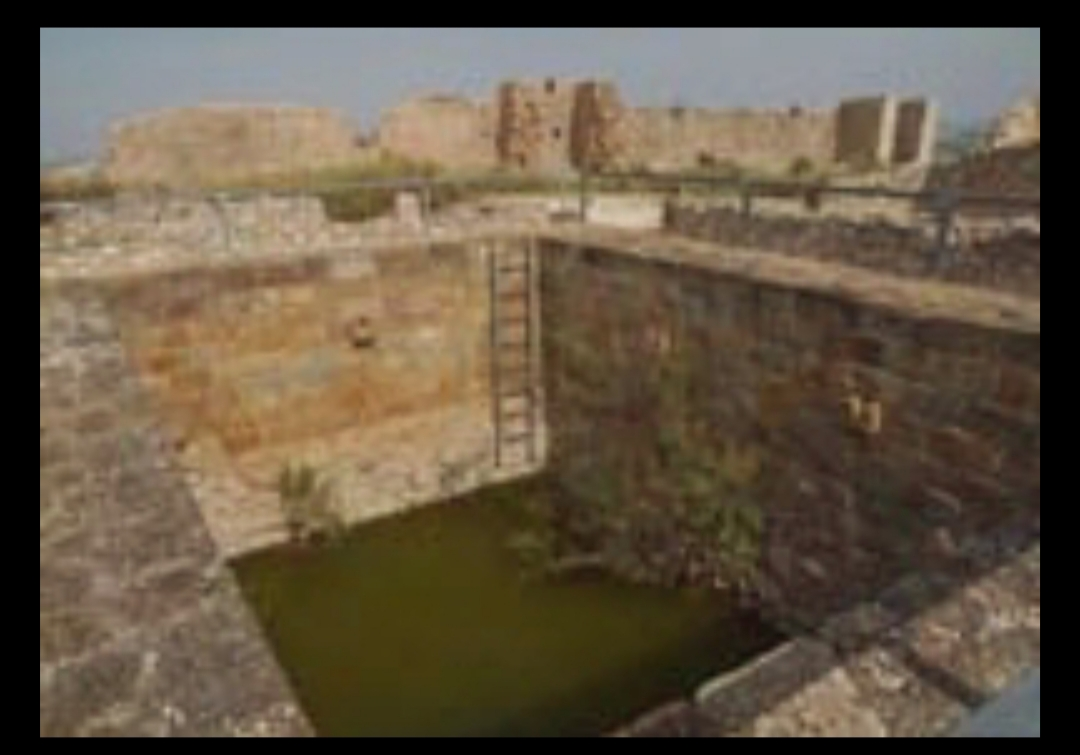
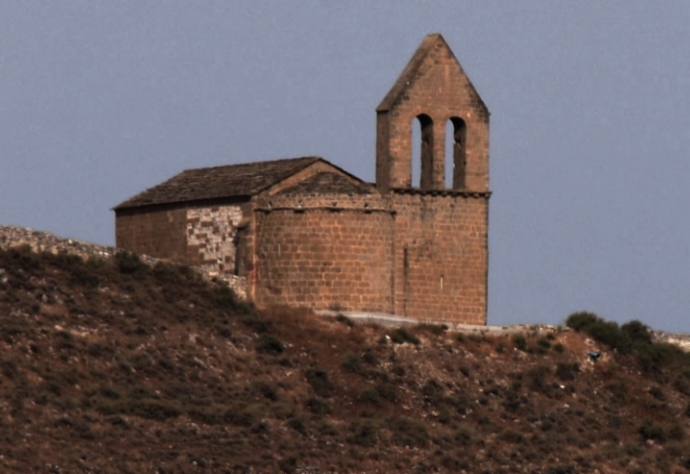
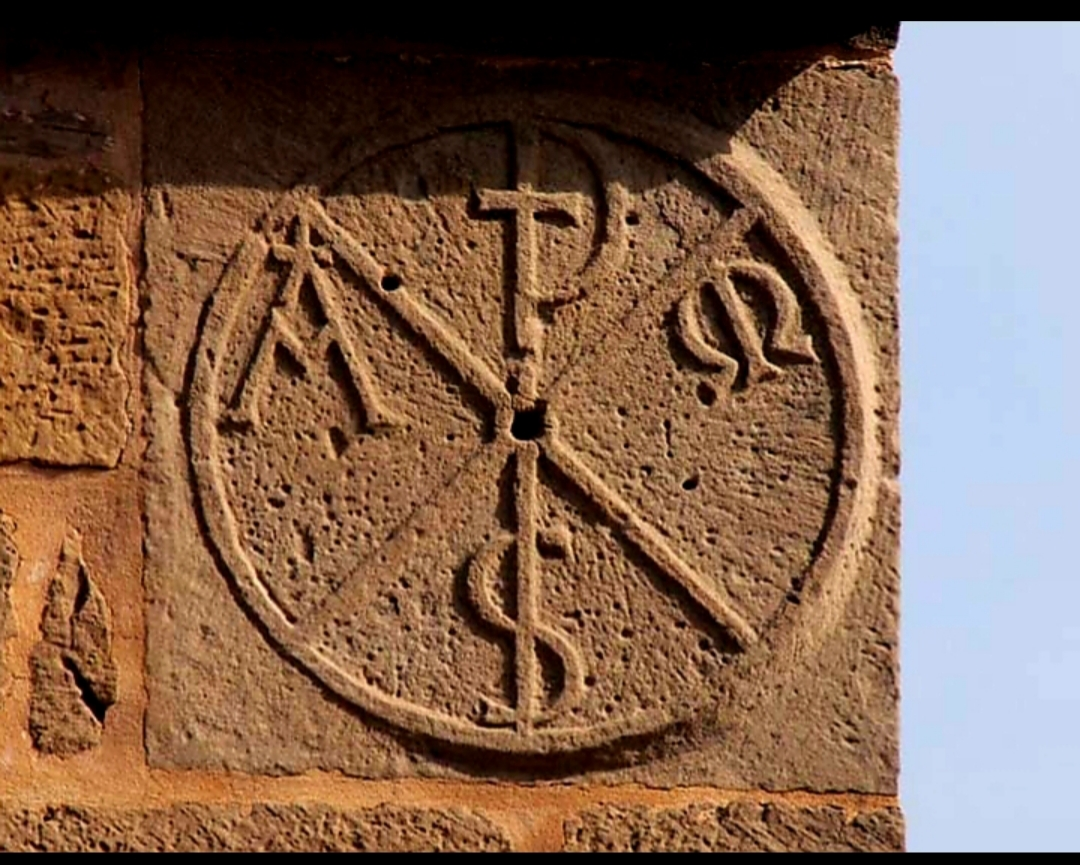
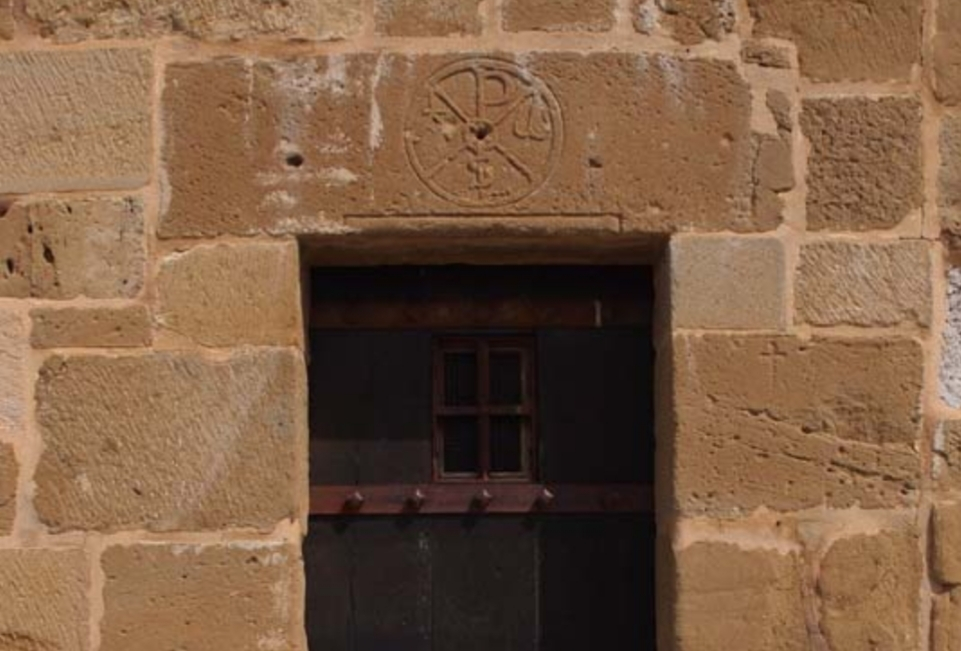